# Diallus gebehensis
Diallus gebehensis är en skalbaggsart som beskrevs av Stefan von Breuning 1958. Diallus gebehensis ingår i släktet Diallus och familjen långhorningar. Inga underarter finns listade i Catalogue of Life.